# 추펑광
추펑광(邱豐光, 1955년 4월 28일 ~ )은 자유중화민국 타이완의 경찰관 출신 前 정치인이다.